# رادبورگ
شهر رادبورگ (به آلمانی: Radeburg) در ایالت زاکسن در کشور آلمان واقع شده‌است.